# Ayllón
Pour l’article homonyme, voir Julio Garrett Ayllón.
Ayllón est une commune de la province de Ségovie dans la communauté autonome de Castille-et-León en Espagne. Ayllón est membre de l'association Les Plus Beaux Villages d'Espagne.

## Jumelage
Sainte-Maure-de-Touraine (France)

## Galerie

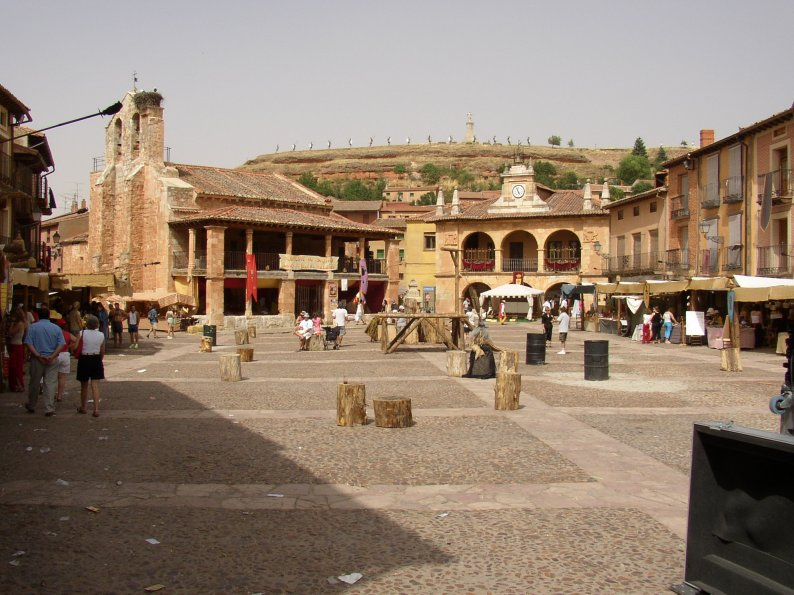
Plaza Mayor avec le marché médiéval.
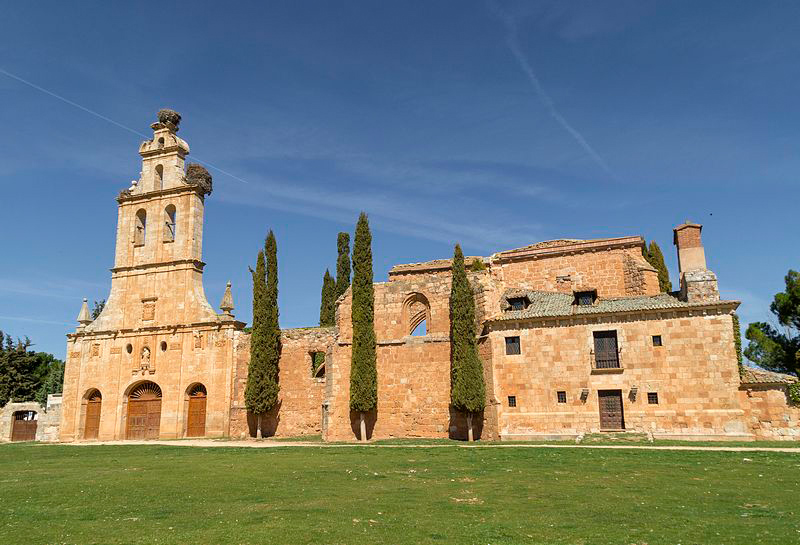
Ancien couvent San Francisco à Ayllón.
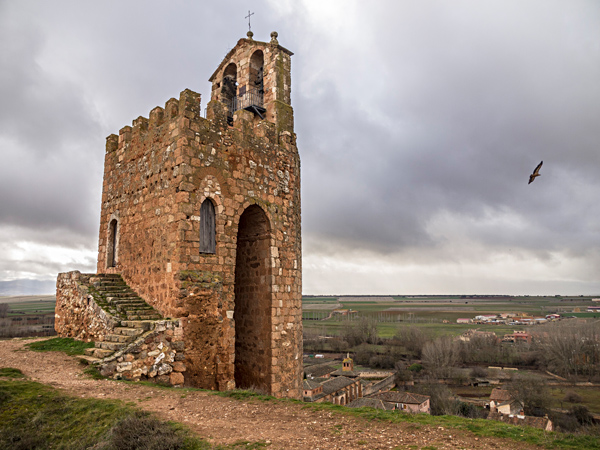
Tour de guet La Martina.
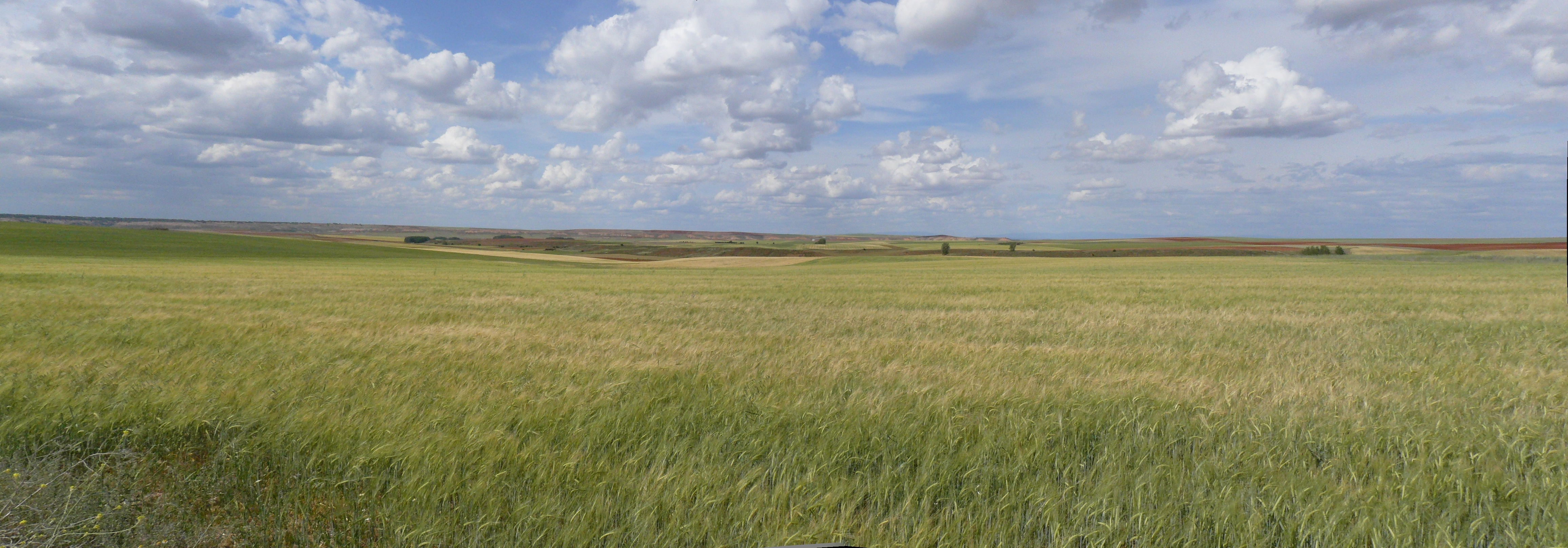
Champs de céréales à Ayllón.